# OtonaMuse
otona MUSE（オトナミューズ）、宝島社発行の女性向け月刊ファッション雑誌。毎月28日発売。

## 概要
40歳前後の女性を主なターゲットとしたファッション誌。創刊時のキャッチコピーは「オトナって楽しい！」「37歳、輝く季節が始まる！」。2014年創刊。
モード誌でもコンサバ誌でもない大人のカジュアル誌。掲載コーディネートはデニムやスニーカーを用いたカジュアル系からハイブランドのスーツまで幅が広い。
2012年秋以降、宝島社発行の sweetが年2回のペースで対象年齢を30代以上に引き上げた『増刊号sweetオトナミューズ (e-MOOK) 』として発売。当初より梨花をメインキャラクターに起用していた。
2014年春号（同年1月26日発売）よりタイトルをオトナミューズ (otona MUSE) に変更し、同年3月26日から『otona MUSE』として単独月刊化された。毎月28日発売（日祝日・年末などは26-27日にずれ込む）。なお、単独刊に移行するにあたり、付録グッズつきとなっている。
表紙には主に梨花を起用。その他にも安室奈美恵、宮沢りえ、満島ひかり、綾瀬はるか、長澤まさみ、中村アン、ローラ、新垣結衣などが登場している。

## モデル
- 梨花
- 佐田真由美
- 岩堀せり
- 竹下玲奈
- 吉川ひなの
- 浅見れいな
- 比留川游
- ヨンア

## 主な連載
- 河北裕介―ヘアメイク河北裕介の大人メイクで、イイ女！
- 吉川ひなの―吉川ひなの連載「吉川食堂」「Haouli」
- 佐田真由美
- 風間ゆみえ
- 白幡啓
- LiLy－ここからは、オトナのはなし
- 渋谷直角―デザイナー 渋井直人の休日

## イベント

### オトナミューズ感謝祭
表参道ヒルズにて2019年3月3日に開催。第一部の出演は梨花、佐田真由美、竹下玲奈、浅見れいな、小泉里子、比留川游。第二部はMEGUMIが司会をつとめ、ミラクルひかる、養老の星☆幸ちゃんが出演。

### オトナミューズ10周年感謝祭♡
表参道ヒルズにて2024年3月30日に開催。出演は山田優、梨花、佐田真由美、竹下玲奈、浅見れいな、比留川游、磯村勇斗。

### オトナの美容祭2023
六本木ヒルズ大屋根プラザにて2023年9月9日に開催。出演は梨花、神崎恵、MEGUMI、ゆりやんレトリィバァ。

### オトナの美容祭2024
六本木ヒルズ大屋根プラザにて2024年10月26日に開催。出演は梨花、ヨンア、神崎恵、小嶋陽菜、小田切ヒロ、中西瞬＆中井大、丸山敬太、オズワルド伊藤。

## 関連書籍
- LiLy ここからは、オトナのはなし - 宝島社(2016/10/14)
- 河北大人メイク論 – 宝島社(2017/3/15)
- デザイナー 渋井直人の休日– 文藝春秋(2017/9/8)
- 吉川食堂– 宝島社(2019/3/27)
- LiLy オトナの保健室 - 宝島社(2020/8/12)
- LiLy オトナの子守唄 - 宝島社(2024/7/12)